# Código ATC N03
O Código ATC N03 (Antiepilépticos) é um subgrupo terapêutico da classificação ATC (Anatomical Therapeutic Chemical Classification System), um sistema de códigos alfanuméricos desenvolvido pela Organização Mundial da Saúde (OMS) para classificar medicamentos e outros produtos médicos. O subgrupo N03 faz parte do grupo anatômico N (sistema nervoso).
Os códigos para uso veterinário (códigos ATCvet) podem ser criados colocando a letra Q antes do código ATC para uso humano: por exemplo, QN03. Os códigos ATCvet sem os códigos ATC humanos correspondentes são citados com a letra Q inicial nessa lista.

## N03AAntiepilépticos

### N03AABarbitúricose derivados
N03AA01 Metilfenobarbital
N03AA02 Fenobarbital
N03AA03 Primidona
N03AA04 Barbexaclone
N03AA30 Metarbital

### N03AB Derivados dahidantoína
N03AB01 Etotoína
N03AB02 Fenitoína
N03AB03 Amino(difenilhidantoína) ácido valérico (neocitrulamon)
N03AB04 Mefenitoína
N03AB05 Fosfenitoína
N03AB52 Fenitoína, associações
N03AB54 Mefenitoína, associações

### N03AC Derivados daoxazolidina
N03AC01 Parametadiona
N03AC02 Trimetadiona
N03AC03 Etadiona

### N03AD Derivados dasuccinimida
N03AD01 Etossuximida
N03AD02 Fensuximida
N03AD03 Mesuximida
N03AD51 Etossuximida, associações

### N03AE Derivados dabenzodiazepina
N03AE01 Clonazepam

### N03AF Derivados dacarboxamida
N03AF01 Carbamazepina
N03AF02 Oxcarbazepina
N03AF03 Rufinamida
N03AF04 Eslicarbazepina

### N03AG Derivados deácido graxo
N03AG01 Ácido valproico
N03AG02 Valpromida
N03AG03 Ácido aminobutírico
N03AG04 Vigabatrina
N03AG05 Progabida
N03AG06 Tiagabina

### N03AX Outros antiepilépticos
N03AX03 Sultiama
N03AX07 Fenacemida
N03AX09 Lamotrigina
N03AX10 Felbamato
N03AX11 Topiramato
N03AX12 Gabapentina
N03AX13 Feneturida
N03AX14 Levetiracetam
N03AX15 Zonisamida
N03AX16 Pregabalina
N03AX17 Estiripentol
N03AX18 Lacosamida
N03AX19 Carisbamato
N03AX21 Retigabina
N03AX22 Perampanel
N03AX23 Brivaracetam
N03AX24 Canabidiol
N03AX30 Beclamida
QN03AX90 Imepitoína
QN03AX91 Brometo de potássio